# 宮田町 (下関市)
宮田町（みやだまち）は山口県下関市にある地名。郵便番号は750-0002。当地域の人口は2015年の国勢調査によると一丁目は363人で世帯数は195、二丁目は738人で世帯数は316、合計して1101人で世帯数は511。

## 地理
下関市の南部に位置し、北東部で本町、北西部は一部で貴船町、西部で幸町、南西部で赤間町と中之町、南部で阿弥陀寺町と壇之浦町と隣接する。

## 歴史
宮田町は昭和29年(1954年)に新しく制定された町丁であり、元々は関後地村の一部であった。宮田という地名は元々この土地が亀山八幡宮の神田であったことに由来する。

### 沿革
- 貞応元年（1222年）貞応寺が建立される(のちの勝応寺)。ただしこのときの宗派や開基などは不明である[4]。
- 天正?年（16世紀末期）越後守元久が僧、竜呑を招き廃寺となっていた貞応寺を再興させ、勝応寺に改称。また、このとき黄檗宗に改宗した[4]。
- 昭和29年（1954年）関後地村から新しく成立[2]。
- 昭和39年（1964年）宮田町が一丁目と二丁目に細分化される[2]。

### 地域区分の変遷
- 昭和39年（1964年）関後地村、赤間町、園田町(現在の本町付近)、幸町から一部を編入[2]。

## 小・中学校の学区
市立小・中学校に通う場合、学区は以下の通りとなる。
| 町丁         | 番地・号          | 小学校             | 中学校             |
| ------------ | ----------------- | ------------------ | ------------------ |
| 宮田町一丁目 | 1番1~7号          | 下関市立名池小学校 | 下関市立名陵中学校 |
| 宮田町一丁目 | 1番8~15号、2~15番 | 下関市立養治小学校 | 下関市立日新中学校 |
| 宮田町二丁目 | 全域              | 下関市立養治小学校 | 下関市立日新中学校 |

## 施設・史跡
- 黄檗宗仏国山本尊釈迦牟尼仏勝応寺[4]